# Bombarral (freguesia)
Pour la municipalité, voir Bombarral.
Bombarral est une freguesia portugaise située dans le sous-région de l'Ouest, dans la province de l'Estremadura, et la région Centre.
Avec une superficie de 17,47 km2 et une population de 5 514 habitants (2001), la paroisse possède une densité de 315,6 hab/km2.